# Токтогул (фильм)
«Токтогул» — советский фильм 1959 года (на экран вышел в 1961 году), снятый на киностудии «Киргизфильм» режиссёром Владимиром Немоляевым.

## Сюжет
Эпизоды биографии киргизского акына Токтогула, сценарий был написан совместно с его дочерью Г. Токтогуловой.

## В ролях
- Кыдырбек Чодронов — Токтогул
- Бакен Кыдыкеева — Бурма
- К. Бехтенов — Чоке
- Сабира Кумушалиева — жена Чоке
- Кемель Албанов — Кулаке
- Советбек Джумадылов — Сарыуста
- Насыр Китаев — Нурмамбет
- Василий Лещёв — Степан Конев
- Владимир Балашов — Семёнов
- Муратбек Рыскулов — Керим-бай
- Бакы Омуралиев — Бахтияр
- Садыкбек Джаманов — Айдар

### В эпизодах
- Константин Адашевский — губернатор
- Е. Аренский
- К. Асанов
- А. Джумабаев
- С. Джунусалиева
- Михаил Екатерининский
- А. Кулешов
- Е. Мусралиева
- Павел Первушин
- Аркадий Трусов
- Шамши Тюменбаев
- Виктор Чекмарёв.

Фильм дублирован на русский язык на киностудии «Ленфильм», реж. дубляжа А. Ивановский, звукооператор А. Волохова.

## О фильме
Один из первых фильмов «Киргизфильма», снятый ещё в совместно с «Мосфильмом», но в отличие от таких фильмов как «Салтанат» В. Пронина, «Чолпон» Р. Тихомирова, «Зной» Л. Шепитько, «Первый учитель» А. Кончаловского, это был очень слабый фильм, получивший резкую критику:

Сценарий представлял собой простую регистрацию фактов он не раскрывал глубокого драматизма жизни, её динамического развития. Не сумел творчески подойти к сценарию и режиссёр В. Немоляев. В фильме много незначительных, малосодержательных сцен, а глубоко человечная и поэтическая натура Токтогула, своеобразие его творческого облика не выявлены. Конечно, артист оперного театра К. Чодронов одним своим сильным драматическим талантом не мог создать на экране полнокровного образа акына.— История киргизского искусства: Краткий очерк / Азиз Абдыкасымович Салиев. — Илим, 1971. — 407 с. — стр. 380

Отдельные эпизоды, сами по себе драматические, — арест Токтогула, его побег из ссылки, столкновение с местными властями по возвращении из Сибири, не были связаны единой мыслью представляли собой лишь иллюстрации к событиям из жизни Токтогула.— История советского кино: 1952—1967 / Х. Абул-Касымова — М.: Искусство, 1978. — стр. 246